# Ostufer Steinhuder Meer
Koordinaten: 52° 29′ 29″ N, 9° 23′ 15″ O

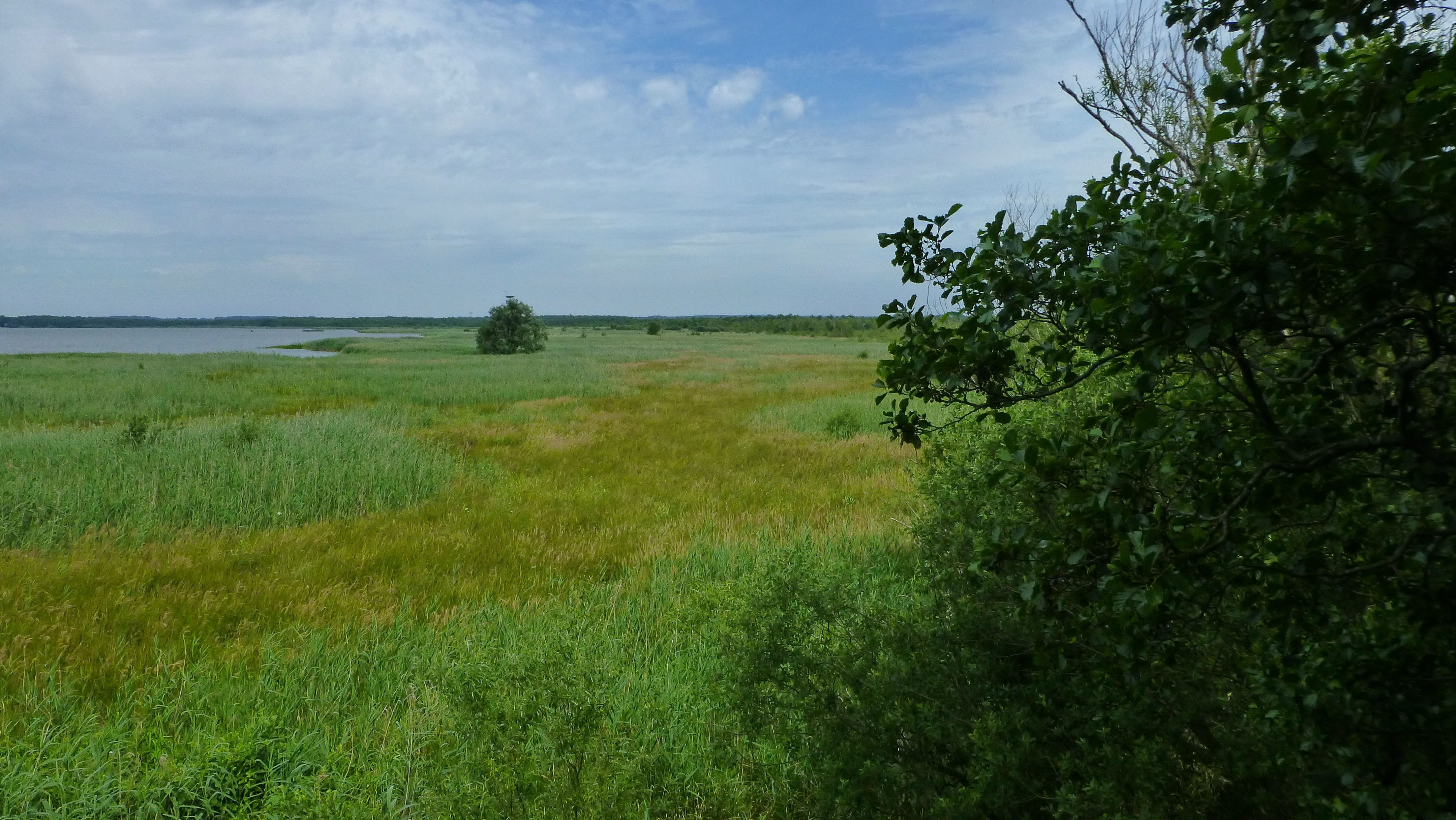
Ostufer Steinhuder Meer

Das Ostufer Steinhuder Meer ist ein ehemaliges Naturschutzgebiet in den niedersächsischen Städten Wunstorf und Neustadt am Rübenberge in der Region Hannover.

## Allgemeines
Das Naturschutzgebiet mit dem Kennzeichen NSG HA 030 war 360 Hektar groß. Es war vollständig Bestandteil des FFH-Gebietes „Steinhuder Meer (mit Randbereichen)“ und des EU-Vogelschutzgebietes „Steinhuder Meer“. Im Osten grenzte es an das ehemalige Naturschutzgebiet „Wunstorfer Moor“. Etwas südlich schloss sich das ehemalige Naturschutzgebiet „Wulveskuhlen“ an. Das Gebiet stand seit dem 24. Dezember 1970 unter Naturschutz. Im Mai 1982 wurde es nach Nordosten um eine ehemalige Torfabbaufläche erweitert. Am 27. Mai 2016 wurde die Verordnung als  Naturschutzgebiet aufgehoben. Die Flächen wurden Teil des neuen NSG HA 154 Totes Moor. Zuständige untere Naturschutzbehörde war die Region Hannover.

## Beschreibung
Das ehemalige Naturschutzgebiet liegt südwestlich von Neustadt am Rübenberge am Ostufer des Steinhuder Meeres innerhalb des Naturparks „Steinhuder Meer“ und in der Hannoverschen Moorgeest, einer eiszeitlichen Geest- und Grundmoränenlandschaft. Es stellt einen Ausschnitt des Toten Moores, den Uferbereich des Steinhuder Meeres und einen Teil der Wasserflächen unter Schutz.
Der buchtenreiche Uferbereich des Steinhuder Meeres, das den nährstoffreichen See und das nährstoffarme Hochmoor trennt, ist überwiegend von Schilf- und Röhrichtzonen geprägt. Während Rohrkolben und Schilf im dem Uferbereich vorgelagerten wasserdurchströmten Bereich des Sees wachsen, befindet sich der Röhrichtgürtel auf dem verlandeten Uferbereich. Im Norden und Süden des ehemaligen Naturschutzgebietes schließen sich mit Faulbaum durchsetzte Erlenbruchwälder an den Schilfgürtel an.
Der entwässerte Hochmoorbereich östlich des Sees ist überwiegend mit Birken verbuscht. Dazwischen finden sich kleinere Areale mit hochmoortypischer Vegetation.
Durch das Moor verläuft ein Wanderweg auf einem früheren Moordamm, der Teil des Rundwanderweges um das Steinhuder Meer ist. An einem Teil des Weges innerhalb des ehemaligen Naturschutzgebietes wurde ein Moorerlebnisweg mit Informationstafeln, einer Beobachtungsplattform und einem Steg über ein wieder wachsendes Moor angelegt.

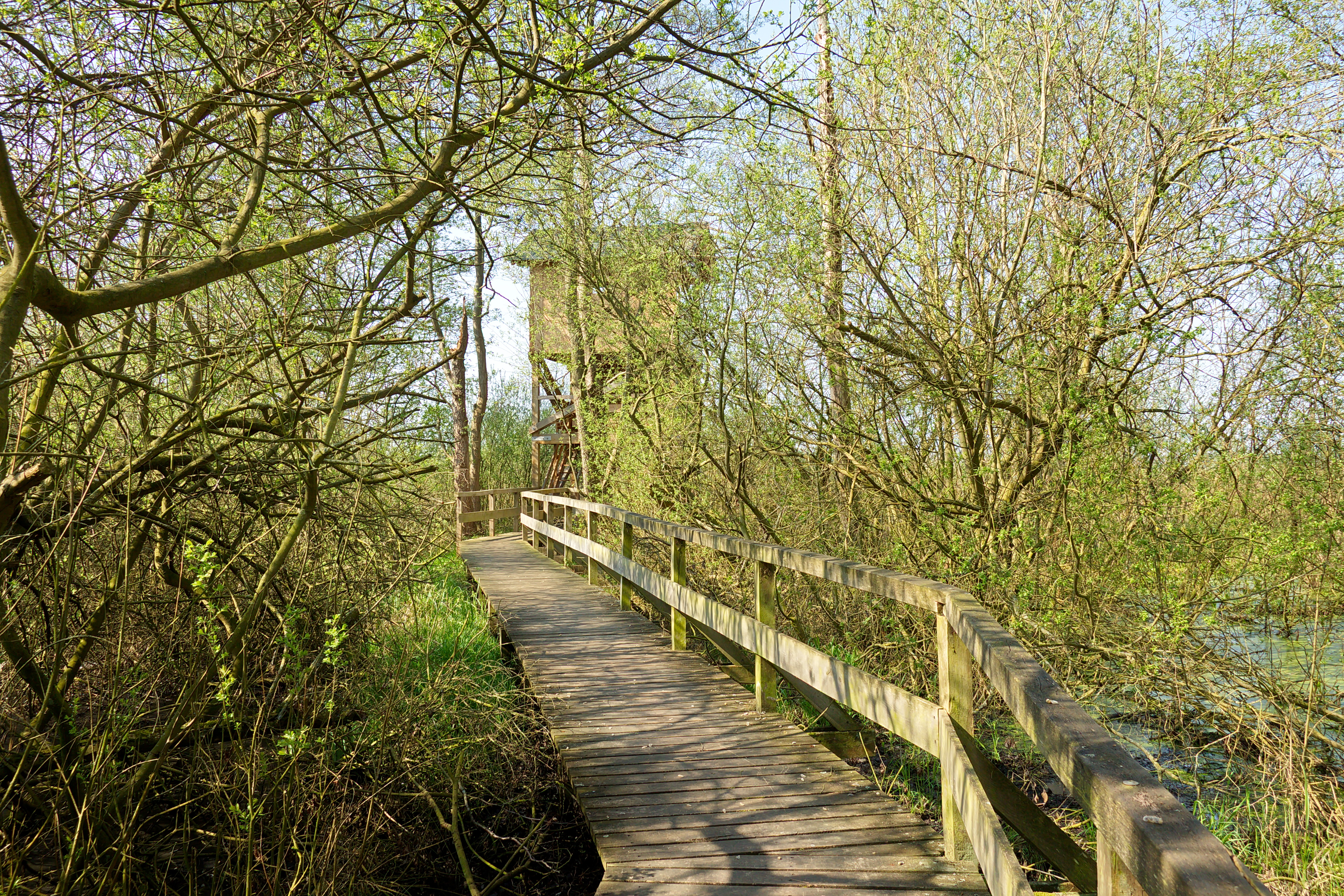
Weg zu einem Beobachtungsturm

Am Ufer des Steinhuder Meeres befindet sich im Norden am Rand des ehemaligen Naturschutzgebietes die Plattform „Neue Moorhütte“, von dem aus das Steinhuder Meer und der ausgedehnte Schilfgürtel einsehbar ist. Ein Beobachtungsturm befindet sich im Süden des ehemaligen Naturschutzgebietes zwischen dem Rundwanderweg und dem See. Der Turm ist vom Rundwanderweg über einen Bohlenweg, der entlang eines ehemaligen Torfkanals verläuft, zu erreichen.
Das Gebiet entwässert teilweise zum Steinhuder Meer, teilweise aber auch über verschiedene Gräben zur Leine.